# Кабанов Михайло Леонтійович

Кабанов Михайло Леонтійович — український спортсмен, тренер (пожежно-прикладний спорт). Почесний майстер спорту (1968). Заслужений тренер України (1969). 

## Біографія
Закінчив Харківський пожежно-технічне училище (1952), Київський інститут фізичної культури (1959). Працював 1952–1985рр у Харківському пожежно-технічному училищі. Старший тренер збірної команди України (1965–1985рр). Серед вихованців — чемпіони СРСР М. Тарасов, С. Бєлоусов, Л. Костенко.